# 船津稜雅
船津 稜雅（ふなつ りょうが、1994年10月23日 - ）は、日本のダンサー、タレント、俳優。ダンス&ボーカルグループ・超特急のリーダーで、活動名はリョウガ。神奈川県出身。スターダストプロモーション第1事業部所属。

## 略歴
知らない間に親が履歴書を送り、小学6年生から中学1年生になりたての時期に、スターダストプロモーションと所属契約する。
2010年、同事務所の若手男性アーティスト集団・EBiDANに加入。2011年ごろには、TR2Y2のメンバーとして活動した。
2011年12月25日、高校2年生のときに、メインダンサー&バックボーカルグループ・超特急が結成され、メインダンサーとして活動を開始する。活動名は「リョウガ」。超特急ではメンバーごとに号車番号と担当があり、リョウガは「3号車、ガリガリ担当」が割り振られている。イメージカラーは紫。2013年8月から、2代目リーダーを務めている。
2018年、YouTubeチャンネル「ガリゲーch」を開設した。

## 人物

### 超特急として
2013年8月8日より、メンバーの推薦で超特急の2代目リーダーに就任する。リーダーになった当初は、初代リーダーの5号車ユーキのようにみんなを引っ張っていく存在になろうとしたが、それは自分には無理だと思うようになった。そんなとき、メンバーから「引っ張らない存在のリョウガがリーダーなのが超特急っぽいよね」と言われたこともあって、メンバーを引っ張るのではなく、後ろから見守るスタイルへと変わっていった。自分自身のことは「リーダーらしくないリーダー」だと評価している。
2023年より、2号車カイと2人でトークライブ『稜海しました！』を行っている。
ユーキは幼馴染みで、スターダストプロモーションのオーディション合格後に、初めて事務所で説明を受けたときに出会った。

### 趣味・嗜好
趣味はアニメ・ゲーム。『バイオハザード5』のオンラインで世界ランク2位になったことがある。『ラブライブ！』が好きで、推しは東條希。2015年から希の誕生日にガチャを回し、3年連続でUR（ウルトラレア）を引き当てた。だが2018年には失敗し、その理由として「最近スクフェスをやっていなかった」「スリーサイズを忘れていた」と弁明した。
2017年 - 2018年に出演したテレビ番組では、三次元への興味の無さから「（三次元は）立体的すぎる」「（恋人を作った方がいいと言われた際）何かメリットあるんですか？」などと発言している。共演経験のある古坂大魔王からは「草食男子を超えて草」と言われた。

### 家族
一人っ子。小学生のときから2022年まで、実家で「ティアラ」という名前のメスのチワワを飼っていた。ティアラは超特急公式ブログのリョウガの回に頻繁に登場した。

## 出演

### バラエティ
- ただいま、ゲーム実況中!! - 非公式レギュラー[29]
  - ただいま、ゲーム実況中!!（2016年4月17日、CSテレ朝チャンネル2）[30]
  - ただいま、ゲーム実況中!! 公開生放送（2016年8月15日、CSテレ朝チャンネル2）[31]
  - ただいま、ゲーム実況中!! 年末スペシャル（2016年12月30日、テレビ朝日）[32]
  - ただいま、ゲーム実況中!! in テレ朝夏祭り 公開生放送（2017年8月10日、CSテレ朝チャンネル1）[29]
  - ただいま、ゲーム実況中!! 年末スペシャル（2017年12月22日、テレビ朝日）[33]
  - ただいま、ゲーム実況中!!（2019年3月23日、CSテレ朝チャンネル1）[34]
- アニ☆ステ（2017年4月6日 - 2019年1月30日、TOKYO MX） - MC[35]
- ぬま兄妹（2024年9月23日 - 、テレビ朝日・tv asahi animation YouTubeチャンネル） - MC[36]

### テレビドラマ
- そこをなんとか2 第4話（2014年8月24日、NHK BSプレミアム） - アヤト 役
- 心がポキッとね 第10話（2015年6月10日、フジテレビ） - 本人 役[37]
- お義父さんと呼ばせて 第7話（2016年3月1日、関西テレビ・フジテレビ） - カフェ店員 役[38]
- 警視庁いきもの係 第1話 - 第9話 エンディング映像（2017年7月9日 - 9月3日、フジテレビ） - ウサギ 役[39]
- ヒモメン 第5話（2018年8月25日、テレビ朝日） - ヒモC 役
- フルーツ宅配便 第9話（2019年3月9日、テレビ東京）[40]
- モトカレマニア 最終話（2019年12月12日、フジテレビ）[41]
- FAKE MOTION -卓球の王将-（2020年4月9日 - 5月28日、日本テレビ） - 小松武明 役[42]
  - FAKE MOTION -たったひとつの願い-（2021年1月21日 - 3月11日、日本テレビ）[43]
- 超特急、地球を救え。（2022年9月7日 - 28日、テレビ東京） - 主演・本人 役（超特急全員で主演）[44]
- ホスト相続しちゃいました 第1話（2023年4月18日、関西テレビ・フジテレビ）[45]

### 映画
- サイドライン（2015年10月31日、BS-TBS・トリプルアップ） - 主演・大和日向 役（超特急全員で主演）[46][47]

### WEBドラマ
- SICK'S 厩乃抄 〜内閣情報調査室特務事項専従係事件簿〜 第拾弐話（2019年9月28日、Paravi） - 牟田口計 役[48]
- #目撃家電「記念日の料理」（2020年2月25日 - 3月6日、ハイアールジャパン公式twitter・公式instagram・特設サイト） - ヨウヘイ 役[49][50]

### WEBアニメ
- 科学忍ニャ隊ガッチャニャン 第12話 - 第14話（2019年1月12日 - 26日、テレビバアニメ【日テレ公式】YouTubeチャンネル） - ニャートルキング 役[51]

### WEB連載
- 超特急リョウガのヲタク部屋〜二次元愛語りたいんです。〜（2017年6月27日 - 2018年7月17日、コミカワ）[52]
- リョウガノス。（2023年10月23日 - 2024年9月23日、JUNON TV）[53]

### ミュージックビデオ
- GReeeeN 「桜color」（2013年2月27日）[54]

## 書籍
写真集
- 超特急×ロンドン 〜リョンドン〜（2017年7月7日、主婦と生活社）ISBN 978-4-391-15072-8

エッセイ
- リョウガノス。の本（2024年10月23日、主婦と生活社）ISBN 978-4-391-16195-3

カレンダー
- リョウガノス。の本のカレンダー 2025.01〜2025.12（2024年12月3日、主婦と生活社）ISBN 978-4-391-16440-4